# Краснохвостый ткач
Краснохво́стый ткач (лат. Histurgops ruficaudus) — вид птиц из семейства ткачиковых. Единственный вид в роде краснохвостые ткачи.

## Описания
Клюв и хвост бледно-оранжевого цвета. Шея птицы покрыта белым оперением, туловище — светло-серым; перья «окаймлены». Крылья чёрные с белыми полосками, протягивающимися продольно на крыле.
Вид распространён в восточной Африке, преимущественно в Кении и Танзании. Естественная среда обитания — саванна и кустарниковые заросли. Встречаются на высоте от 1100 до 2000 м над уровнем моря. 
Этот вид не находится под угрозой исчезновения.